# 평산역
평산역(平山驛)은 조선민주주의인민공화국 황해북도 평산군 평산읍에 위치한 평부선과 청년이천선의 철도역이다. 원래이름은 남천역(南川驛)으로, 원래의 평산역은 태백산성역이다. 
평산역에서 강원도 세포군에 위치한 경원선의 세포청년역까지 연결된 총 연장 140.9km의 청년이천선이 본 역에서 평부선과 분기된다.